# Mosteiro de Matho

Festival de Matho Nagrang

O Mosteiro de Matho, Gompa de Matho, Mosteiro de Mangtro Mosteiro de Mang spro' ou Mosteiro de Ma tro é um mosteiro budista tibetano (gompa) do Ladaque, noroeste da Índia. Situa-se na aldeia de Matho, 25 km a sul-sudeste de Lé, 13 km a sul de Shey e  37 km a noroeste de Hemis (distâncias por estrada).
O nome deriva das palavras tibetanas mang ("muito") e tro ("felicidade"). O mosteiro ergue-se no cimo de um monte junto à extremidade norte de um desfiladeiro profundo que desce desde a cordilheira de Zanskar até ao vale do rio Indo, cuja margem esquerda dista apenas alguns quilómetros em linha reta do mosteiro. No outro lado do vale do Indo, a nordeste, avista-se o mosteiro de Thiksey, o qual dista 15 km por estrada.
O mosteiro de Matho é o único mosteiro da seita Sakyapa do budismo tibetano no Ladaque. Na década de 1990 dizia-se que era um dos poucos mosteiros que tinha visto aumentar o número de monges nos últimos anos. Devido a Matho estar a alguns quilómetros da principal estrada de Lé, o mosteiro recebe menos visitantes do que os de Hemis, Thiksey ou Shey.[carece de fontes?] O mosteiro é conhecido principalmente pelo seu festival de Matho Nagrang e pela sua coleção de thangkas, as mais antigas datadas do século XIV.

## Descrição
A maior parte dos edifícios estão em mau estado, mas há um novo dukhang ("sala da assembleia), construído em 2005, com pinturas muito coloridas e um Buda Sakyamuni como estátua principal. No andar superior há uma pequena capela com imagens de Sakya Pandita e outros lamas da seita Sakya.
Anexo ao mosteiro há uma pequeno museu onde está exposta uma coleção de antigas thangkas de grande beleza, algumas possivelmente trazidas do Tibete na primeira metade do século XV, quando o mosteiro foi fundado, Lamentavelmente, algumas estão em muito mau estado. O museu tem igualmente uma coleção de máscaras e de túnicas usadas pelos lamas no festival anual de dança cham.

## Festival de Matho Nagrang

Festival de Matho Nagrang

Este festival é celebrado no 14.º e 15.º dias do primeiro mês do calendário tibetano (geralmente na primeira quinzena de março). Durante esse festival, os crentes acreditam que dois espíritos, conhecidos como Rongtsan, encarnam no corpo de dois bicos (monges) do mosteiro e prevêem o destino dos habitantes locais para o ano que começou poucos dias antes. Os monges que encarnam os oráculos são escolhidos todos os dois anos para um período de quatro anos.
No primeiro ano, o monge deve purificar-se fazendo jejum e meditando durante nove meses antes do festival, para estar apto a ser possuído pelos espíritos adivinhos. Nos três anos seguintes, a meditação dura três meses. A escolha é feita por lotes: um nome é tirado duma tigela onde todos os monges autorizados a ser oráculos têm que colocar um papel com o seu nome. Diz-se que quando possuídos são capazes de realizar feitos incríveis, como cortarem-se com facas e caminharem no cimo das muralhas vedados sem medo de caírem para os precepícios abaixo. Enquanto estão em transe respondem a perguntas como o que vai acontecer em Matho e no Ladaque no ano que começou, bem como a perguntas pessoais colocadas por pessoas. No entanto, se algumas das perguntas é de tom cético para os por à prova, diz-se que reagem com "uma manifestção frenética de irritação".